# Esposa (película de 1953)
Esposa (en japonés: 妻, romanizado: Tsuma) es una película dramática japonesa de 1953 dirigida por Mikio Naruse y escrita por Toshirō Ide. Está basada en la novela Chairo no me (1950) de Fumiko Hayashi.

## Sinopsis
Toichi (Ken Uehara) y Mineko (Mieko Takamine) llevan diez años casados y ambos son infelices en su relación. Mineko lamenta los bajos ingresos de su esposo y su indiferencia hacia ella, al mismo tiempo que defiende su negativa a tener una familia. Para compensar el bajo salario de Toichi, Mineko vende sus labores de punto y ha alquilado partes de su casa a otros inquilinos, los Matsuyama y el artista soltero Tadashi. Un día, la señora Matsuyama, cansada de su marido desempleado, se muda y lo deja solo.
Toichi y su compañera de oficina Fusako, viuda y madre soltera, han desarrollado sentimientos mutuos no expresados. Cuando Fusako deja su trabajo y se muda de nuevo con su familia en Osaka, Toichi la conoce durante un viaje de negocios y pasa la noche con ella en un ryokan. De vuelta en Tokio, Toichi le confiesa su infidelidad a Mineko, a lo que ella responde que no aceptará el divorcio. Mientras que Setsuko, la amiga de Mineko, la culpa de su desapego y egoísmo, su hermana menor Yoshimi, que rechaza la institución del matrimonio, la llama anticuada.
Fusako, que quiere abrir una tienda de moda con una amiga, regresa a Tokio y se reúne con Toichi, a quien le dice que lo ama. Mineko visita a Fusako después de encontrar su dirección en la chaqueta de Toichi y la regaña por su comportamiento. Fusako, consternada, le escribe una carta a Toichi en la que declara que no volverá a verlo. En la última escena, Toichi y Mineko vuelven a reflexionar sobre su desdichado matrimonio en monólogos internos, como lo habían hecho en la escena inicial.

## Reparto
- Ken Uehara como Toichi
- Mieko Takamine como Mineko
- Yatsuko Tan'ami como Fusako
- Sanae Takasugi como Setsuko
- Rentarō Mikuni como Tadashi
- Michiyo Aratama como Yoshimi
- Chieko Nakakita como Eiko Matsuyama
- Hajime Izu como Sr. Matsuyama
- Yoshiko Tsubouchi como Taeko

## Antecedentes
Esposa fue la tercera de una serie de seis películas de Naruse basadas en obras de la escritora Hayashi, realizadas entre 1951 y 1962. Al igual que ocurre con El almuerzo (1951), el tema central de Esposa involucraba a una pareja atrapada el uno con el otro. Mikio Naruse considera está película como la tercera parte, junto con El almuerzo y Marido y mujer, de una trilogía sobre la peligrosa etapa del matrimonio.
Debido a que la estrella habitual de Naruse, Hideko Takamine, había rechazado el papel de Mineko, Mieko Takamine asumió el papel.

## Recepción
La biógrafa de Naruse, Catherine Russell, calificó la película como un «melodrama fuerte» con una «visión sombría de la vida matrimonial», que muestra simpatía por ambas partes, Toichi y Mineko. Para Russell, la película «tocó una fibra sensible en la sociedad contemporánea», citando la opinión contraria de los críticos que veían la culpa del fracaso del matrimonio en la esposa o en el marido.
En un ensayo para el British Film Institute, el crítico Brad Stevens definió la película como «una obra que implica que los individuos que viven en los márgenes de la sociedad pueden ser más felices que aquellos que tienen miedo de aventurarse más allá de la corriente principal», y una «obra maestra inagotable» que «merece ser más conocida».